# Гаренских, Игорь Анатольевич
Игорь Анатольевич Гаренских (род. 14 июня 1965, Нижний Тагил, Свердловская область) — советский и российский футболист, полузащитник. Судья, тренер.

## Биография
Родился 14 июня 1965 года в семье футбольного тренера Анатолия Гаренских в Нижнем Тагиле.
Воспитанник нижнетагильского футбола. В низших лигах первенств СССР и России играл за клубы «Уралец» (1982—1986, 1993—1999), «Торпедо»/«Зауралье»/«Сибирь» Курган (1988—1992). В первой половине 1993 года провёл 6 матчей в чемпионате Казахстана за «Целинник» Акмола.
Обладатель Кубка РСФСР для команд второй лиги (1991).
В 1991 году окончил Свердловский ордена «Знак Почета» государственный педагогический институт по специальности «Физическая культура», получил квалификацию учитель физической культуры.
Судья первой категории в первенстве Свердловской области. Играет в ветеранских турнирах.
С 2010 года — тренер отделения футбола спортивной школы «Юность» Нижний Тагил. Имеет первую квалификационную категории.